# Ophiodes vertebralis
Ophiodes vertebralis là một loài thằn lằn trong họ Anguidae. Loài này được Bocourt mô tả khoa học đầu tiên năm 1881.